# Battleground 4: Shiloh
Battleground 4: Shiloh est un jeu vidéo de type wargame développé et publié par  TalonSoft en 1996 sur PC. Il est le quatrième opus de la série Battleground. Il se déroule pendant la guerre de Sécession et simule la bataille de Shiloh.

## Accueil
| Battleground 4: Shiloh |      |       |
| Média                  | Pays | Notes |
| Computer Gaming World  | US   | 5/5   |
| GameSpot               | US   | 85%   |